# Daysend
Daysend war eine australische Melodic-Death-Metal-Band aus Sydney, die 2002 gegründet wurde und sich 2011 auflöste.

## Geschichte
Die Band wurde im August 2002 aus dem Zerfall der Bands Psy.Kore und Deadspawn gegründet und bestand aus der Bassistin Meredith Webster, dem Schlagzeuger Matt Lamb, dem Gitarristen Aaron Bilbija, dem Sänger Dave Micallef und dem Gitarristen Michael Kordek. Während sie Lieder probten, die Bilbija eigentlich für Psy.Kore geschrieben hatte, verließ Lamb die Band und wurde durch Wayne Morris ersetzt. Kurz vor ihrem ersten Auftritt, der zusammen mit der Melbourner Band Earth stattfinden sollte, verließ Micallef die Band. Die Gruppe hielt die Auftritte daraufhin ohne Sänger ab. Für 2002 war ein Auftritt auf dem Metal for the Brain vorgesehen, allerdings wurde das Festival abgesagt. Da die Band immer noch keinen Sänger gefunden hatte, mussten geplante Auftritte zusammen mit Pungent Stench abgesagt werden. Im Januar 2003 kam schließlich Simon Calabrese als neuer Sänger zur Band. Daraufhin ging es im März zusammen mit The Haunted auf Australien-Tournee, ehe im Juli eine weitere nationale Tour mit Damaged folgte. Innerhalb von zehn Tagen im Oktober 2003 wurde das Debütalbum Severance aufgenommen. Zwei Wochen später ging es auf Tour mit Strapping Young Lad, während das Lied Countdown im Radio auf Triple J gespielt wurde. Das Album erschien im Dezember 2003 bei Chatterbox Records und war von D.W. Norton und Nik Tropiano produziert worden. Nach der Veröffentlichung ging die Band unter anderem zusammen mit Skinlab auf Tour. Der Tonträger wurde von den Hörern der Triple-J-Show Full Metal Racket zusammen mit Astriaals Renascent Misanthropy zum Metal-Album des Jahres gewählt. Im März 2004 ging die Band zusammen mit Frankenbok auf Tour durch Australien, ehe sich eine Tournee mit Entombed anschloss. Nach Auftritten mit In Flames und Machine Head wurde im Oktober eine Tour mit Stronger Than Hate abgehalten. Im Oktober erschien Severance in den USA bei Metal Blade Records und in Europa bei Locomotive Records. Für Februar 2005 waren Auftritte auf allen drei Metal for the Brain geplant. Zwei Tage vor dem Auftritt in Canberra wurde Kordek durch Andrew Lilley, welcher unter anderem zuvor bei Psy.Kore, Atomizer und Infernal Method tätig gewesen war, ersetzt. Im selben Monat wurde Bilbja bei den Australian Heavy Metal Music Awards zum besten Gitarristen gewählt. Nach einer sechswöchigen US-Tournee, die im Mai begann, kehrte Kordek zur Band zurück, sodass Lilley diese wieder verließ. Bei der Tour spielte Daysend zusammen mit Otep, Gizmachi, Manntis und Devilinside. Am 10. Dezember wurde ein Konzert im Marquee Club Sydney für eine geplante Live-DVD- bzw. CD-Veröffentlichung aufgenommen. Im Mai 2006 verließ Calabrese die Gruppe und wurde durch Mark McKernan ersetzt. Anfang 2007 unterzeichnete Daysend einen Vertrag bei Faultline Records, worüber im Mai das Album The Warning erschien. Im Juni schloss sich ein Auftritt auf dem Come Together Festival in Sydney an. Nachdem sich Morris bei einem Konzert eine Verletzung am Auge zugezogen hatte, mussten mehrere Auftritte abgesagt werden, ehe weitere, wie im Oktober auf dem Festival of the Dead, folgten. Im November gab Kordek sein erneutes Ausscheiden bekannt, das sich nach einem letzten Auftritt im Dezember bewahrheitete. Für ihn kam Jason Turnbull hinzu. Im selben Monat wurde das Album von den Hörern von Full Metal Racket zum zweitbesten Album des Jahres gewählt. Nach Auftritten Mitte 2008 in Neuseeland, ging es mit Dyscord auf Tour entlang der australischen Ostküste. Für September waren lokalen Auftritte mit Judas Priest geplant, die jedoch nicht stattfanden. Stattdessen spielte Daysend im August zusammen mit Trivium. Im Mai 2011 gab die Band ihre Auflösung bekannt.

## Stil
Martin Wickler vom Metal Hammer schrieb, dass die Band zwischen Rock und Metalcore einzuordnen ist. Im Interview mit ihm gab Calabrese an, dass das Lied Severance Day vom Album Severance von der Gründungsphase handelt. Die Band werde oft mit In Flames und Soilwork verglichen. Zudem sei Calabrese Fan von Mike Patton, James Hetfield, Killswitch Engage und Unearth. In derselben Ausgabe rezensierte Wickler auch das Album. Das erste Lied Born Is the Enemy klinge wie eine ruhigere Version von Soilwork, ehe man sich im zweiten Lied komplett dem schwedischen Death Metal widme. Insgesamt spiele die Gruppe modernen schwedischen Death Metal, im Vergleich zu schwedischen Newcomern wie Cipher System sei das Songwriting allerdings etwas schlechter. Der Gesang sei eine Mischung aus klarem Gesang und Screams. Justin Donnelly von themetalforge.com bezeichnete Daysend in seiner Rezension zu The Warning als Melodic-Death-Metal-Band. McKernans klarer Gesang ähnele dem von Calabrese, wohingegen er bei den Screams seinen eigenen Stil habe. Im Lied Scars Remain mache er zudem von Spoken-Word-Passagen Gebrauch. Zudem gebe es in den Liedern schnelle Riffs, dualen Harmonien und ein donnerndes Schlagzeugspiel.

## Diskografie
- 2003: Severance (Album, Chatterbox Records)
- 2007: The Warning (Album, Faultline Records)
- 2010: Within the Eye of Chaos (Album, Stomp Records)